# Ezra Sutton
Ezra Ballou Sutton (17 de setembro de 1849 – 20 de junho de 1907) foi um jogador profissional de beisebol que atuou como terceira base e shostop na National Association e na Major League Baseball de 1871 até  1888. Sutton acumulou 1574 rebatidas durante sua carreira e aproveitamento ao bastão de 29,4%. Assim como muitos jogadores desta era quando os walks eram mais raros, Sutton acumulou apenas 169 walks em mais de 5000 aparições ao bastão. Sutton teve suas 2 melhores temporadas em 1883 e 1884 – quando conseguiu 203 corridas e 296 rebatidas durante essas 2 temporadas. Em 8 de maio de 1871, Sutton rebateu o primeiro home run na história da National Association pelo Cleveland Forest Citys contra o Chicago White Stockings. Ele rebateria outro home run no mesmo jogo mas o  Cleveland ainda perdeu o jogo por 14 a 12.